# Енда Кени
Енда Кени (на английски: Enda Kenny; на ирландски: Éanna Ó Cionaoith) е ирландски политик от партията Фине Гейл, бивш министър-председател на Република Ирландия от 9 март 2011 г. до 14 юни 2017 г.

## Биография

### Образование
Енда Кени е роден на 24 април 1951 г. в град Касълбар, Република Ирландия. Кени израства в Дъблин, където завършва колежа St. Patrick’s Teacher Training College преди да постъпи в Националния университет на Ирландия в Голуей.

#### Политическа кариера
През 1975 г. е избран за депутат на втория тур на парламентарните избори и заема мястото на починалия си баща. При всички следващи парламентарни избори е преизбиран. От 13 февруари 1986 до март 1987 г. е министър на здравеопазването, по време на 24 легислатурен период на ирландския парламент. През 1994 г. е предложен от министър-председателя Джон Бъртън за министър по туризма и икономиката, и като такъв остава член на правителството до 1997 г.
Когато партията на Кени Фине Гейл губи на парламентарните избори през 2002 г. почти половината си места (23 от общо 54) в парламента, той е избран през юни същата година за неин председател. На следващите парламентарни избори през май 2006 г. Фине Гейл успява под ръководството на Кени да възстанови своите позиции в парламента, а през 2001 г. дори и да ги спечели. През март 2011 г. е избран за министър-председател на Ирландия, наследявайки на този пост Брайън Коен. На 6 май 2016 г. е преизбран на същия пост.